# Zesentwintig Hongaarse predikanten

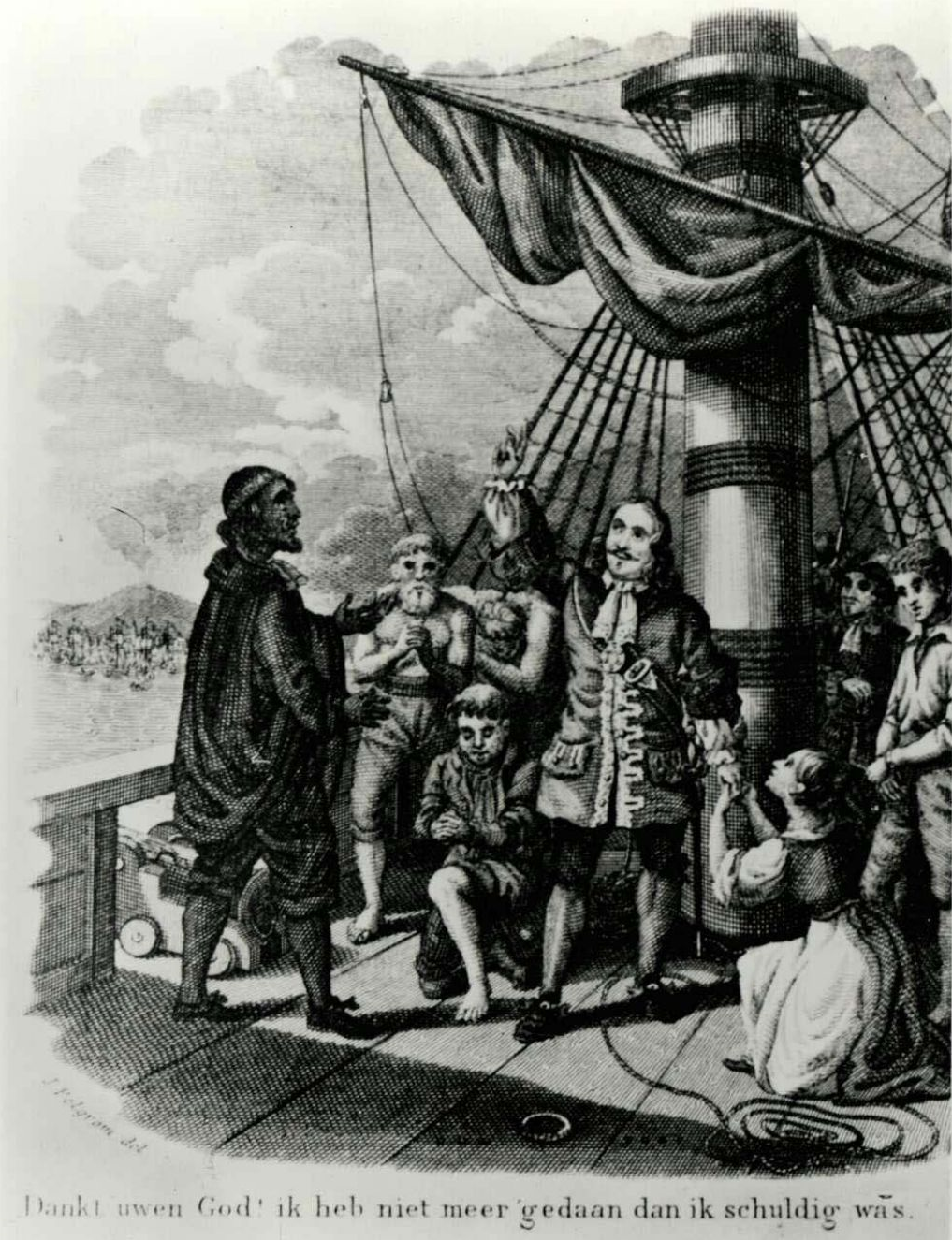
De Ruyter en enkele van de bevrijde predikanten op een 19e-eeuwse gravure

De zesentwintig Hongaarse predikanten waren protestantse predikanten, vijf lutherse en 21 gereformeerde, die in 1674 weigerden rooms-katholiek te worden.

## Achtergrond
In Hongarije heerste grote onrust in de 16de en 17de eeuw. Na de verdrijving van de Turken was het land opgesplitst in drie delen. De Habsburgers regeerden in het noorden en noordwesten, het centrale deel werd van 1541 tot 1686 door de Turken bezet en de rest behoorde sinds 1551 tot het vorstendom Zevenburgen. Velen werden protestant als protest tegen de katholieke Habsburgers. Als reactie leidde dat tot inperking van de vrijheid van godsdienst. Predikanten werden verplicht over te gaan tot het katholicisme.

## Ter dood veroordeeld
In 1674 werden bijna 800 predikanten naar het gerechtshof in Pozsony (Bratislava) ontboden. De 336 die daaraan gevolg gaven werden wegens rebellie ter dood veroordeeld. Keizer Leopold I was echter clement en stelde hen voor een keuze: katholiek worden of emigreren. De 42 die voor emigreren kozen, werden lopend naar Napels gebracht. Drie van hen stierven onderweg en 26 werden galeislaaf in dienst van de Spaanse onderkoning van Napels, Fernando Fajardo y Álvarez de Toledo, zesde markies van Los Vélez.

## Bevrijding
Diverse regeringen protesteerden hiertegen, waaronder Nederland via zijn ambassadeur Hamel Bruynincx. Toen dit niet hielp werd  luitenant-admiraal De Ruyter per brief door de Staten-Generaal geïnformeerd over de situatie waarin de predikanten verkeerden. Hij kreeg de opdracht in overleg te treden met de Spanjaarden om de Hongaren vrij te krijgen.
De Ruyter was sinds 1675 met een vloot in de Middellandse Zee om Nederlandse koopvaarders te beschermen en Spanje te helpen tegen Franse kapers. Dat land was hem dus dank verschuldigd en op 11 februari 1676 werden de predikanten vrijgelaten en aan dek van 'De Eendraght' door De Ruyter ontvangen. Daarna werden zij over diverse schepen van het eskader verdeeld. Na zes weken konden ze overstappen op een Engels schip dat hen naar Venetië overbracht.

## Herdenking

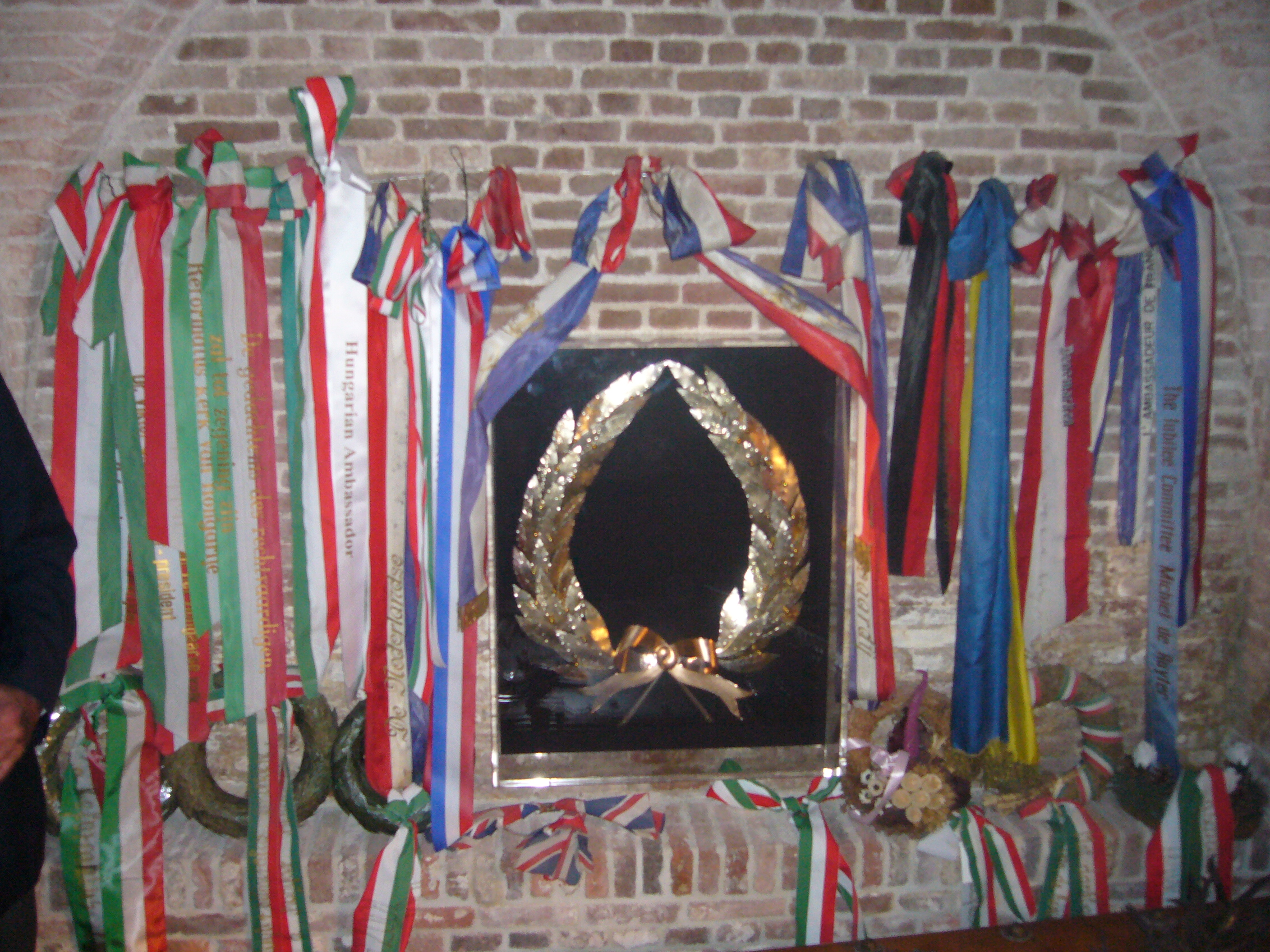
Lauwerkrans en linten bij het graf

- Achter de Grote Kerk van Debrecen staat een monument dat in 1895 werd opgericht als herinnering aan de bevrijding van de 26 predikanten.
- Bij het graf van Michiel de Ruyter in Amsterdam hangt een zilveren lauwerkrans met de namen van de predikanten.
- In 2007 onthulde de Hongaarse ambassadeur in Nederland een plaquette bij het standbeeld van De Ruyter in Vlissingen die aan de bevrijding van de 26 herinnert.